# Anna Lise Phillips
Anna Lise Phillips (1975) is een Australische actrice.

## Biografie
Phillips groeide op in Darwin (Australië), en begon met acteren in lokale jeugdtheaters. Phillips studeerde in 1996 af in podiumkunsten aan de National Institute of Dramatic Art in Sydney.
Phillips begon in 1997 met acteren in de televisieserie Big Sky, waarna zij nog meerdere rollen speelde in zowel Australische als Amerikaanse televisieseries en films.

## Filmografie

### Films
Uitgezonderd korte films.
- 2021 The Land – als Neets
- 2017 The Tank – als Nelly Rugin
- 2016 Her Dark Past – als Alice
- 2016 Sensitivity Training – als Serena
- 2015 The Pack – als Carla Wilson
- 2015 Backtrack – als Erica George
- 2014 The Killing Field – als Jennifer Fleet
- 2012 Redd Inc. – als Shelly Bloom
- 2010 Animal Kingdom – als Barrister Justine Hopper
- 2002 Walking on Water – als Kate
- 2001 1000 Meilen für die Liebe – als ??
- 2001 WillFull – als Catherine Waterford
- 2000 A Wreck, a Tangle – als Max
- 2000 Marriage Acts – als Anna McKinnon
- 2000 The Three Stooges – als Mabel Fine
- 1999 Envy – als Rachel
- 1998 The Boys – als Nola

### Televisieseries
Uitgezonderd eenmalige gastrollen.
- 2022 Irreverent – als Helen – 7 afl.
- 2020-2021 Neighbours – als Jenna Donaldson – 8 afl.
- 2018-2019 Harrow – als Stephanie Tolson – 20 afl.
- 2014 Devil's Playground – als Alice Kelly – 6 afl.
- 2012 Revolution – als Maggie Foster – 4 afl.
- 2011 Crownies – als Sonya – 5 afl.
- 2009 Home and Away – als Jenena Palmer – 6 afl.
- 2007 Bastard Boys – als Cherie Snape – miniserie
- 2002 Young Lions – als Cameron Smart – 22 afl.
- 2002 The Secret Life of Us – als Julie – 3 afl.
- 1998 A Difficult Woman – als Cassie – miniserie